# Servperf
Das SERVPERF-Verfahren wurde 1992 von Cronin/Taylor aufgrund der Kritik am zufriedenheitsorientierten Servqual-Modell entwickelt. 
Der einstellungsorientierte SERVPERF-Ansatz geht davon aus, dass Probanden, die die Dienstleistungsqualität eines Anbieters bewerten, automatisch einen Vergleich zwischen wahrgenommener und erwarteter Servicequalität vornehmen. Die separate Erhebung von Kundenerwartungen wird aufgrund dieser Überlegungen als überflüssig erachtet.
Daher wird allein auf der Basis der Wahrnehmungskomponente von SERVQUAL eine Qualitätsmessung vorgenommen. Die Wahrnehmung von Dienstleistungen wird entlang von fünf Dimensionen anhand von einer siebenstufigen Likert-Skala vorgenommen. Diese Dimensionen sind Zuverlässigkeit, Souveränität, Sachwerte, Einfühlung und Reaktionsfähigkeit. Eine Summierung der einzelnen Bewertungen der 22 Fragebogenitems gibt dabei Aufschluss über das Qualitätsniveau.
Der Ansatz wird von den Autoren als eindimensional betrachtet, die fünf SERVQUAL-Dimensionen werden also nicht vorausgesetzt.